# 石田武太郎
石田 武太郎（いしだ たけたろう、1890年 - 1934年）は、日本の新聞記者、政治家。
中外商業新報政治部長、編集局長、参事、東京府荏原郡碑衾町会議員・同議長などをつとめた。子にNHKアナウンサーの石田武、孫に音楽家の石田桃子や俳優の石田純一、曽孫に俳優のいしだ壱成がいる。

## 経歴
大阪府南河内郡富田林町（現在の富田林市）出身。石田家の分家に生まれた。1915年、早稲田大学大学部政治経済学科を卒業し、中外商業新報（現・日本経済新聞）に入社した。政治部の記者として働き、まもなく電話交換手の女性と結婚した。
31歳の時、ワシントン会議の特派員に抜擢され、会議の後もアメリカ合衆国に残り2年間の特派員生活を送った。その後日本に戻り、中外商業新報の政治部長となり、さらに編集局長まで昇進した。
42歳の頃に新聞記者を辞め、出身地の大阪から衆議院議員選挙に立候補した。犬養毅が総裁を務めていた与党・立憲政友会（当時）に所属していたが、落選に終わり、このことで財産のほとんどを失った。さらにその2年後、肝硬変を発症して44歳で死去した。

## 人物
小汀利得は早稲田での同級生で、武太郎の誘いをうけて中外商業新報社に入社している。
東京府荏原郡碑衾町、東京市目黒区大岡山に居住した。

## 家族・親族
石田家
- 妻・きよ[2]
- 子供3人[2]